# Alexander Mironov
Pour les articles homonymes, voir Mironov.
Alexander Mironov, né le 21 janvier 1984 à Orel, est un coureur cycliste russe.

## Biographie
Après deux saisons dans les équipes réserves du Katusha, il rejoint l'équipe ProTour en 2011.

## Palmarès
- 2005
  -  Champion de Russie sur route espoirs
  - 7e étape du Bałtyk-Karkonosze Tour
  - 3e du Tour cycliste de Guadeloupe
- 2008
  - 4e étape du Rhône-Alpes Isère Tour
  - 1re étape de Way to Pekin
  - 2e de Paris-Troyes
- 2009
  - 2e étape du Circuito Montañés
- 2010
  - Trofeo Franco Balestra
  - 6e étape du Tour de Normandie
  - Mémorial Oleg Dyachenko
  - 2e du Grand Prix de la ville de Nogent-sur-Oise
  - 3e du championnat de Russie sur route
- 2012
  - 3e étape du Grand Prix d'Adyguée
  - 2e, 6e et 7e étapes de la Friendship People North-Caucasus Stage Race
  - 2e du Grand Prix de Moscou

## Classements mondiaux
| Année           | 2005 | 2006 | 2007 | 2008 | 2009 | 2010 | 2011 | 2012 | 2013 |
| --------------- | ---- | ---- | ---- | ---- | ---- | ---- | ---- | ---- | ---- |
| UCI Asia Tour   |      |      |      | 130e |      |      |      |      |      |
| UCI Europe Tour | 235e |      | 264e | 147e | 603e | 65e  | nc   | 266e | nc   |